# Terug bij af
Terug bij af is een lied van de Nederlandse zanger Flemming in samenwerking met Ronnie Flex. Het werd in 2022 als single uitgebracht en stond in hetzelfde jaar als tiende track op het album Flemming van Flemming. 

## Achtergrond
Terug bij af is geschreven door Flemming Viguurs, Sjoerd de Vries, Jochem Fluitsma, Arno Krabman, Eric van Tijn, Ronell Plasschaert en Ucahzo Hoogdorp en geproduceerd door Sjoerd de Vries, Arno Krabman en Jordan Wayne. Het is een nummer uit het genre nederpop. Het lied gaat over het gevoel van missen en het proberen los te laten na een relatiebreuk. Flemming schreef het nummer nadat zijn eigen relatie was geëindigd. Dit deed hij al voordat hij zijn hit Amsterdam schreef, maar het nummer bleef op de plank liggen. Toen hij het lied schreef, had hij in gedachten dat het rapgedeelte in het lied zou worden ingezongen door Ronnie Flex. Toen de twee elkaar door The Streamers en De Vrienden van Amstel LIVE! leerden kennen, besloten ze om een samenwerking aan te gaan en werd Terug bij af afgemaakt. Flemming vertelde dat het voor hem een droom was om met Ronnie Flex samen te werken. De single heeft in Nederland de gouden status.
In de videoclip zijn de artiesten te zien, terwijl ze een derde persoon met hartzeer proberen op te beuren. In de muziekvideo zit onder andere een scène met Robin van Persie, waarin hij de sleutels van De Kuip aan Flemming geeft.
Het was de eerste keer dat de twee artiesten met elkaar samenwerkten. Dit zouden zij later nogmaals doen op Alles op gevoel.

## Hitnoteringen
De artiesten hadden succes met het lied in de hitlijsten van het Nederlands taalgebied. Het piekte op de achttiende plaats van de Nederlandse Top 40 en stond veertien weken in deze hitlijst. In de veertiende week vestigde Flemming met het nummer en voorgaande Top 40 noteringen Amsterdam, Zij wil mij en Automatisch het record van een Nederlandse artiest die het langst aaneengesloten in de lijst was; 60 weken. In de Single Top 100 kwam het tot de 27e plaats in de vijftien weken dat het er in te vinden was. In de Vlaamse Ultratop 50 stond het één week genoteerd op de 49e positie.